# Регата Севилья - Бетис
Регата Севилья- Бетис (исп. Regata Sevilla-Betis) — ежегодная гонка лодок — восьмерок, проходящая во вторую субботу ноября на реке Гвадалквивир в Севилье (Испания) между местными футбольными клубами «Севилья» и «Реал Бетис».

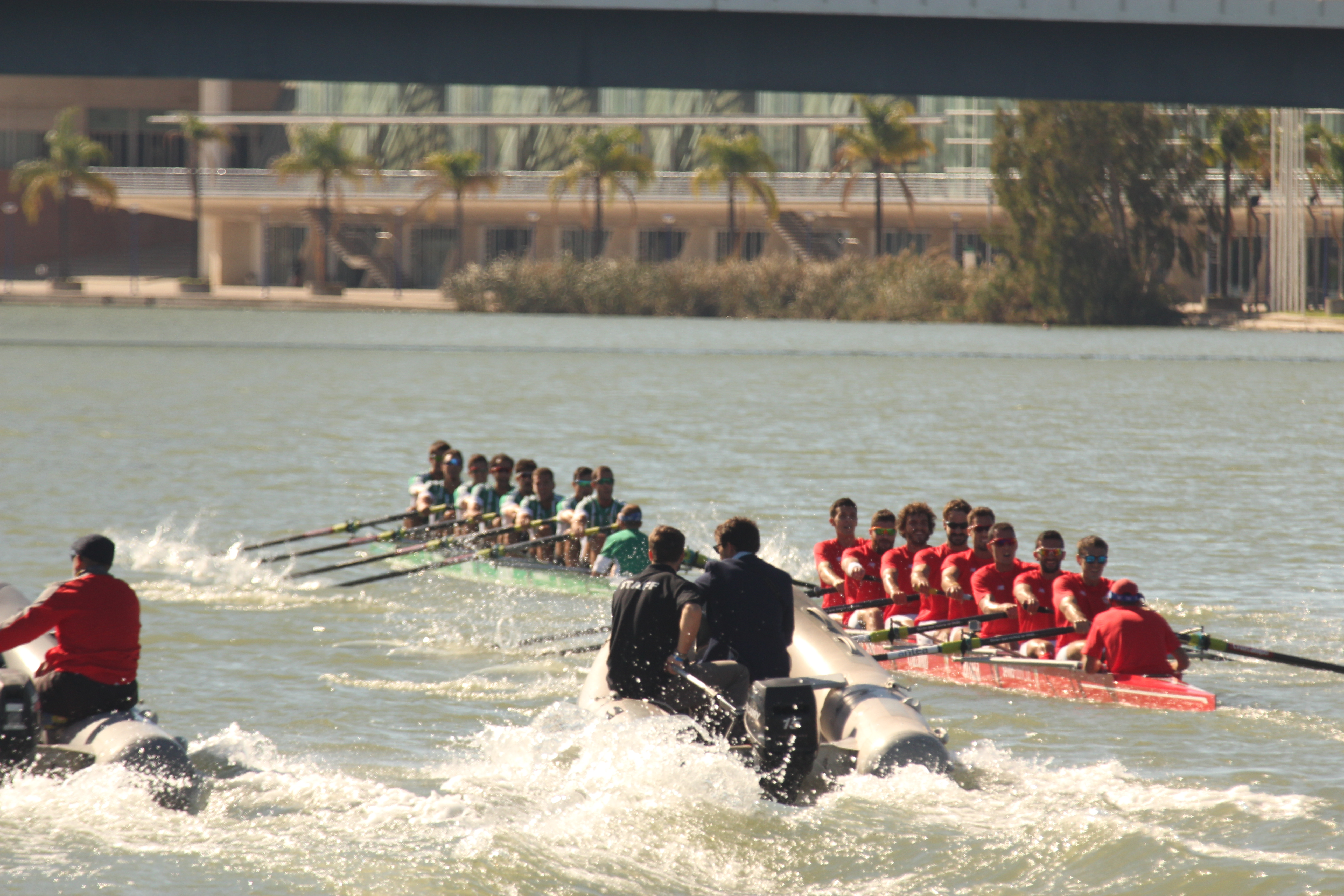
Регата в 2015 году

## История
Впервые регата прошла 16 октября 1960 года. Инициатором ее проведения стал бывший нападающий «Севильи» Мигель Лопес Торронтеги, завершивший карьеру в 1942 году. Помимо футбола он увлекался академической греблей и желал перенести соперничество между командами с футбольного поля на водные состязания. Первую гонку выиграла «Севилья», последующие регаты 1961 и 1962 годов также завершились ее победой. Затем соревнования не проводились вплоть до 1970 года из — за отсутствия финансирования.

## Дальнейшее развитие
В 1970 году начался новый этап в истории регаты, когда в столице Андалусии были созданы два гребных клуба: Эль Наутико и Эль Реал Серкль де Лабрадор, которые в настоящее время занимаются организацией соревнований.
С 1990 года помимо мужской регаты проводится также гонка женских экипажей, а с 2017 года организуются соревнования среди юниоров. В 47-й гонке 2013 года направление регаты было изменено с севера на юг: она стартовала недалеко от пешеходного перехода Сан-Херонимо рядом с мостом дель Аламильо и финишировала около моста лас-Делисиас.

## Специальные регаты
В сентябре 1992 года была проведена специальная регата, посвященная проводившейся в Севилье Всемирной выставке. По этому случаю к участию в состязании были приглашены команды Кембриджского и Оксфордского университетов. Победителем соревнований стала команда Оксфордского университета, «Севилья» заняла второе место, а «Бетис» финишировал третьим.
17 сентября 2005 года состоялась регата в честь 100 — летия со дня основания «Севильи». Чемпионом гонки стал экипаж «Бетиса», второе место занял Кембриджский университет, третье — «Севилья», четвертое — Оксфордский университет.
Действующим победителем регаты по итогам проведенной в 2021 году 55 — й гонки является «Бетис».